# اس‌اس لاس چواپاس
اس‌اس لاس چواپاس (به انگلیسی: SS Las Choapas) یک کشتی نفتکش بود که در سال ۱۸۹۸ میلادی ساخته شد. چواپاس ابتدا توسط شرکت نفتی اکسان سفارش داده شد، سپس در اختیار یک شرکت ایتالیایی قرار گرفت و در سال ۱۹۴۱ میلادی در تامپیکو توسط مکزیک مصادره گردید و نهایتاً در سال ۱۹۴۲ توسط یک اژدر نیروی دریایی آلمان در شرق وراکروز منهدم و غرق گردید.